# ونى الرحم

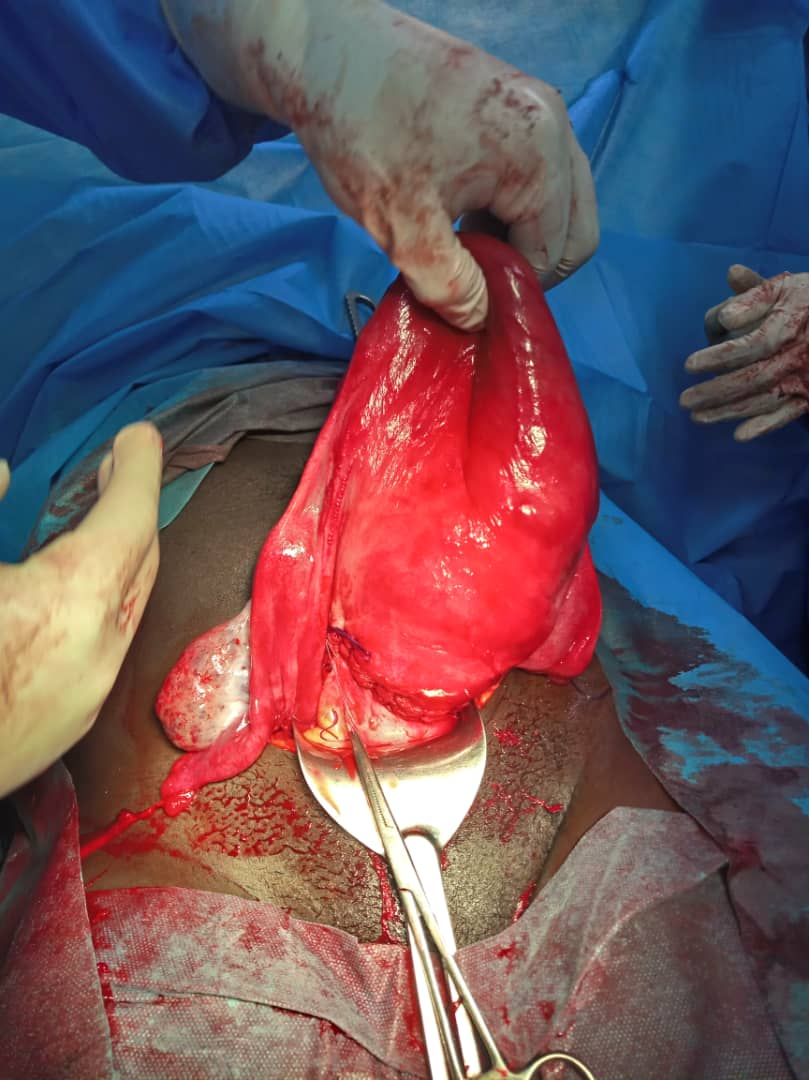
الرحم وني مع ندبة في الجزء السفلي من الرحم. يتم ضغط الرحم بين أصابع الجراح.

ونى الرحم أو تراخ الرحم أو وهن الرحم (بالإنجليزية: Uterine atony)‏ هو فقدان التوتر في عضلات الرحم. في الحالة الطبيعية تعمل تقلصات (انقباضات) عضلات الرحم أثناء المخاض كضاغط على الأوعية الدموية مما يقلل من تدفق الدم، وكذلك يزيد من احتمالية التخثر ومنع النزيف. وبالتالي فإن نقص أو انعدام انقباض عضلات الرحم يمكن أن يؤدي إلى نزيف حاد، حيث أن الأوعية الدموية الرحمية ليست مضغوطة بما فيه الكفاية (كما يحدث في ونى الرحم). من الناحية السريرية، فإن نسبة 75-80٪ من نزيف ما بعد الولادة هي بسبب ونى الرحم.